# خورخه لورنزو
خورخه لورنزو گررو (به اسپانیایی: Jorge Lorenzo Guerrero) یک موتورسوار حرفه‌ای سابق اسپانیایی است. او پنج بار قهرمان جهان شده‌است، با سه قهرمانی جهان موتوجی‌پی (۲۰۱۰، ۲۰۱۲ و ۲۰۱۵) و دو قهرمانی جهان ۲۵۰ سی‌سی (۲۰۰۶ و ۲۰۰۷).

## زندگی‌نامه
خورخه لورنزو در پالما در جزیره مایورکا اسپانیا به دنیا آمد و با حمایت پدرش از سن دو سالگی سوار بر موتور شد و از آن زمان بود که علاقه به موتور در وی شکل گرفت و از سن شش سالگی در مسابقات نونهالان شرکت کرد.
او تنها ۱۵ سال داشت که وارد مسابقات جایزه بزرگ شد.
در سال ۱۹۹۳ زمانی که او فقط ۶ سال داشت در مسابقه‌ای با موتورسیکلت شرکت کرد و قهرمانی BALEARICS را به دست آورد. با کمک پدر راه خود را ادامه داد و آموزش خود را با MINICROSS دریک پارکینگ یک فروشگاه شروع کرد.
در سال ۱۹۹۷ در مسابقه موتورسواری در مادرید اسپانیا در کلاس ۵۰ سی سی جام CAJA APRILIA شرکت کرد. در سال ۲۰۰۰ او که ۱۳ ساله بود برای شرکت کردن در مسابقات سرعت اسپانیا از فدراسیون موتورسواری درخواست مجوز کرد، یک سال بعد در کلاس ۱۲۵ سی سی او جوانترین راننده‌ای بود که در مسابقات موتورسواری در اروپا برنده می‌شد.

## ورود به مسابقات
وی در سال ۲۰۰۲ با قراردادی سه ساله با تیم دربی وارد کلاس ۱۲۵ سی سی شد و در سال ۲۰۰۵ با رتبه چهارمی ۱۲۵ سی سی وارد یک کلاس بالاتر یعنی کلاس ۲۵۰ سی‌سی شد و به همراه تیم آپریلیا قهرمان سال ۲۰۰۶ و ۲۰۰۷ این کلاس شد که وی مورد توجه تیم یاماها قرار گرفت و در سال ۲۰۰۸ وارد کلاس موتوجی‌پی شد. وی در تیم اصلی یاماها هم تیمی اسطوره این کلاس یعنی والنتینو روسی شد و در همان مسابقه اول در پیست لوزایل قطر پس از کیسی استونر و بالاتر از بزرگانی همچون دنی پدروسا و والنتینو روسی در جای دوم قرار گرفت که شگفتی تمامی کارشناسان را دربرداشت. وی در سال دوم حضورش در موتوجی پی پس از روسی عنوان دومی این کلاس در سال ۲۰۰۹ را از آن خود کرد.
خورخه لورنزو که در مسابقات به دلیل سرعت زیادی که دارد لقب دیو سرکش را به او داده بودند سرانجام توانست در سال ۲۰۱۰ با ۳۸۳ امتیاز مقتدرانه اولین قهرمانی کلاس موتوجی پی خود را به دست آورد.

## یاماها
در ۲۵ ژوئیه ۲۰۰۷ تأیید شد که خورخه لورنزو به عنوان هم تیمی ولنتینو روسی با قراردادی دو ساله به یاماها پیوسته‌است. لورنزو شروع خوبی در ۲۰۰۸ داشت و در دو مسابقهٔ ابتدایی موفق به کسب سکو شد و با بدست آوردن اولین پیروزی موتوجی پی اش در پرتغال، تبدیل به جوان‌ترین موتورسوار موتوجی پی شد که در همان سه مسابقهٔ ابتدایی موفق به کسب پیروزی می‌شود. تصادف مسابقه موجلو و تمرین بارسلونا نیز باعث شد تا او مسابقه کاتالان را از دست بدهد. در ادامه فصل نیز او روند نه چندان خوبی را طی کرد و با کسب ۱۹۰ امتیاز در رده چهارم جدول رده‌بندی ایستاد.

## پیشه
۲۰۰۹
دومین فصل با یاماها نیز برای موتورسوار اسپانیایی بسیار خوب شروع شد و تا گرندپری کاتالونیا نیز او صدرنشین جدول بود اما در نهایت این هم تیمی او، روسی بود که توانست قهرمانی فصل را از آن خود کند.
۲۰۱۰
در ۲۵ اوت ۲۰۰۹ او به شایعات پیوستنش به تیم هوندا و دوکاتی با امضای قرارداد با یاماها پایان داد. لورنزو در یک تصادف با موتور، با شکستگی دستش مواجه شد و بسیاری از تست‌های پیش فصل را از دست داد. او در مسابقه قطر کاملاً آماده نبود و پشت سر روسی در مکان دوم ایستاد. پس از تصادف روسی در موجلو و شکستن پایش، او به مدعی اصلی قهرمانی تبدیل شد اما همچنان دنی پدروسا را به عنوان رقیب خود می‌دید. لورنزو یکی پس از دیگری پیروز مسابقات می‌شد و شکستگی ترقوه پدروسا در تمرین ژاپن و از دست دادن دو مسابقهٔ دیگر باعث شد تا او هر چه بیشتر به قهرمانی فصل نزدیک باشد. او با تمام کردن مسابقه مالزی پشت سر روسی و دویزیوسو به آرزویش یعنی قهرمانی جهان رسید.
۲۰۱۱
روسی از یاماها رفت و لورنزو حالا با بن اسپیس هم تیمی شده‌است. کیسی استونر موتورسوار هوندا فصل را فوق‌العاده شروع کرد و ادامه داد و لورنزو نیز در تعقیب او بود تا اینکه در دور گرم کردن مسابقه استرالیا تصادف می‌کند و بند انتهایی انگشت خود را از دست می‌دهد. عمل جراحی خورخوخه لورنزو موفقیت‌آمیز بوده اما دو مسابقهٔ انتهایی فصل را از دست می‌دهد و در جایگاه دوم جدول رده‌بندی قرار می‌گیرد.
۲۰۱۲
لورنزو کار خود را با پیروزی در مسابقه ابتدایی فصل در قطر شروع کرد. او روندی بدون اشتباه را طی کرد و تجربهٔ او در فصل‌های گذشته باعث شد تا اشتباهات و تصادفات کمتری را از او شاهد باشیم. در این فصل اما او رقیب جدی به نام دنی پدروسا را روبروی خود می‌دید اما در نهایت، مسابقه استرالیا جایی بود که او با اختلاف ۱۸ امتیاز، دومین قهرمانی جهانش را جشن می‌گرفت.
۲۰۱۳ و ۲۰۱۴

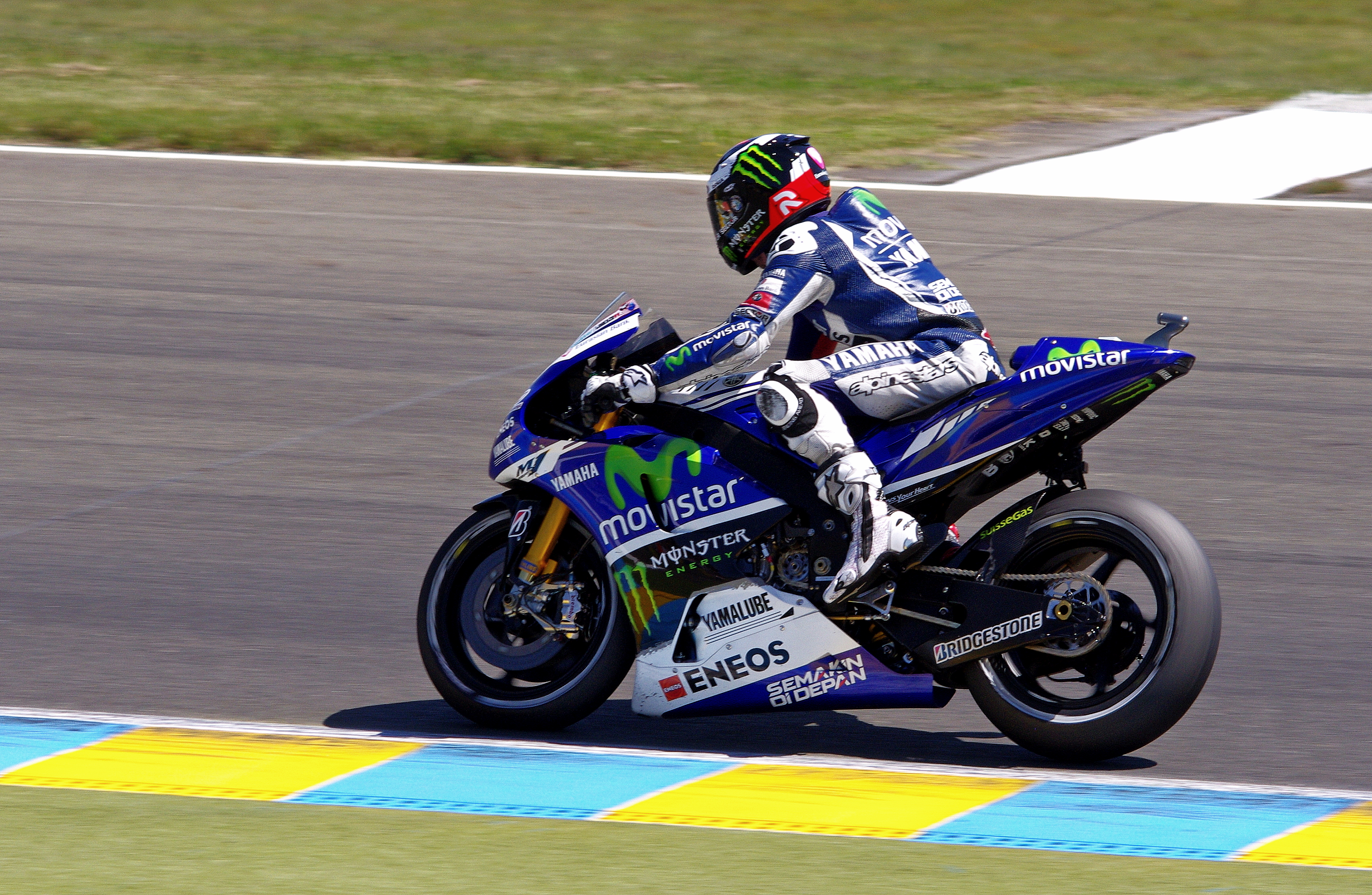
مسابقه لمان ۲۰۱۴

موتوجی پی حالا دیگر یک موتورسوار چموش را در خود می‌دید به نام مارک مارکز! مارکز در اولین فصل حضورش در موتوجی پی به همراه هوندا، وارد رقابت سختی با لورنزوی با تجربه شد و در نهایت این لورنزو بود که قهرمانی را با اختلاف ۴ امتیاز در مسابقه آخر به تازه‌کار سال ۲۰۱۳ واگذار کرد. در ۲۰۱۴ اما مارکز یک فصل بی رقیب را پشت سر گذاشت و لورنزو پایین از تر ولنتینو روسی در مکان سوم جدول رده‌بندی قرار گرفت.
۲۰۱۵
۲۰۱۵ برای لورنزو خوب شروع نشد و در سه مسابقه ای ابتدایی او دو چهارمی و یک پنجمی کسب کرد. روند فوق‌العاده موتورسوار اسپانیایی از مسابقه اسپانیا شروع شد و او توانست چهار پیروزی متوالی را کسب کند. جنگ او و ولنتینو روسی تا آخرین مسابقه فصل ادامه داشت و به لطف پنالتی روسی در والنسیا و کسب جایگاه چهارمی او و پیروزی خودش، لورنزو سومین قهرمانی جهانش را جشن گرفت.
۲۰۱۶
لورنزو فصل ۲۰۱۶ را با به دست آوردن پول پوزیشن و پیروزی در مسابقه قطر شروع کرد. اختلافات لورنزو و روسی به اوج خود رسیده بود و حتی این دو موتورسوار بین گاراژهای خودشان دیوار کشیده بودند. لورنزو با پیروزی فصل خود را شروع کرد اما پیش از مسابقه اسپانیا و خرز بود که او اعلام کرد برای دو فصل آینده به تیم دوکاتی خواهد رفت. لورنزو بار دیگر در انتهای فصل پایین‌تر از مارکز و روسی در مکان سوم جدول رده‌بندی قرار گرفت.

## انتقال به دوکاتی
تیم یاماها با وجود اینکه لورنزو در سال قبل قهرمان فصل شده بود اما ابتدا با والنتینو روسی دیگر راننده تیم خود وارد مذاکره شد و دو سال با وی تمدید کرد و لورنزو که در سالهای حضورش در یاماها به خصوص دو فصل آخر رابطه سردی با هم تیمی خود والنتینو روسی داشت سرانجام بعد از ۹ فصل حضور در تیم یاماها و کسب سه عنوان قهرمانی و سه نائب قهرمانی در این تیم در نشست خبری مسابقه خرز ۲۰۱۶ عنوان کرد از فصل ۲۰۱۷ به دوکاتی خواهد رفت. وی با قراردادی دو ساله به ارزش ۲۵ میلیون دلار به تیم دوکاتی پیوست تا جایگزین آندریا یانونه شود.

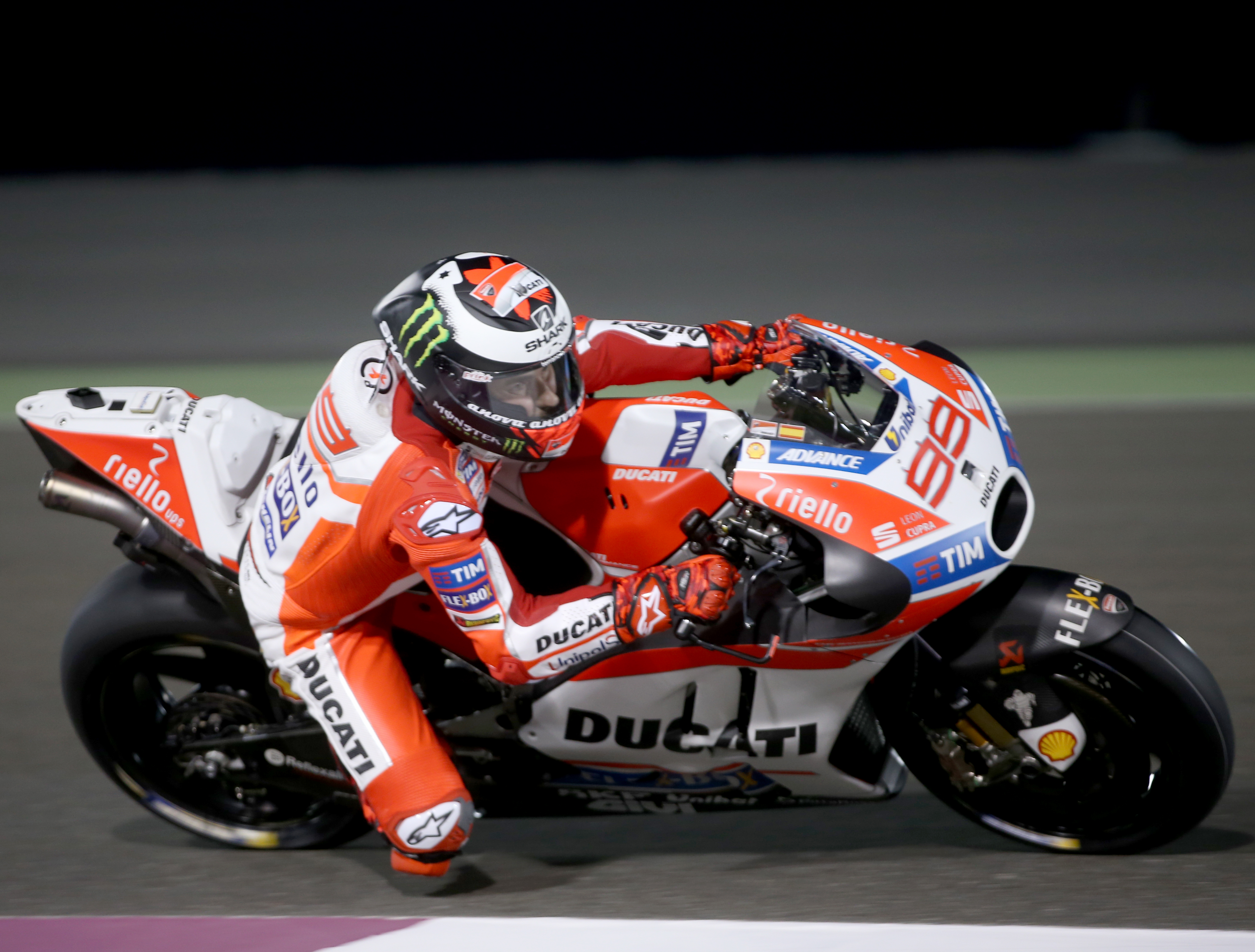
مسابقه لوزایل ۲۰۱۷

## انتقال به هوندا
لورنزو در ۶ ژوئن ۲۰۱۸ قراردادی دو ساله با تیم رپسول هوندا بست و جایگزین دنی پدروسا برای فصل ۲۰۱۹ شد.

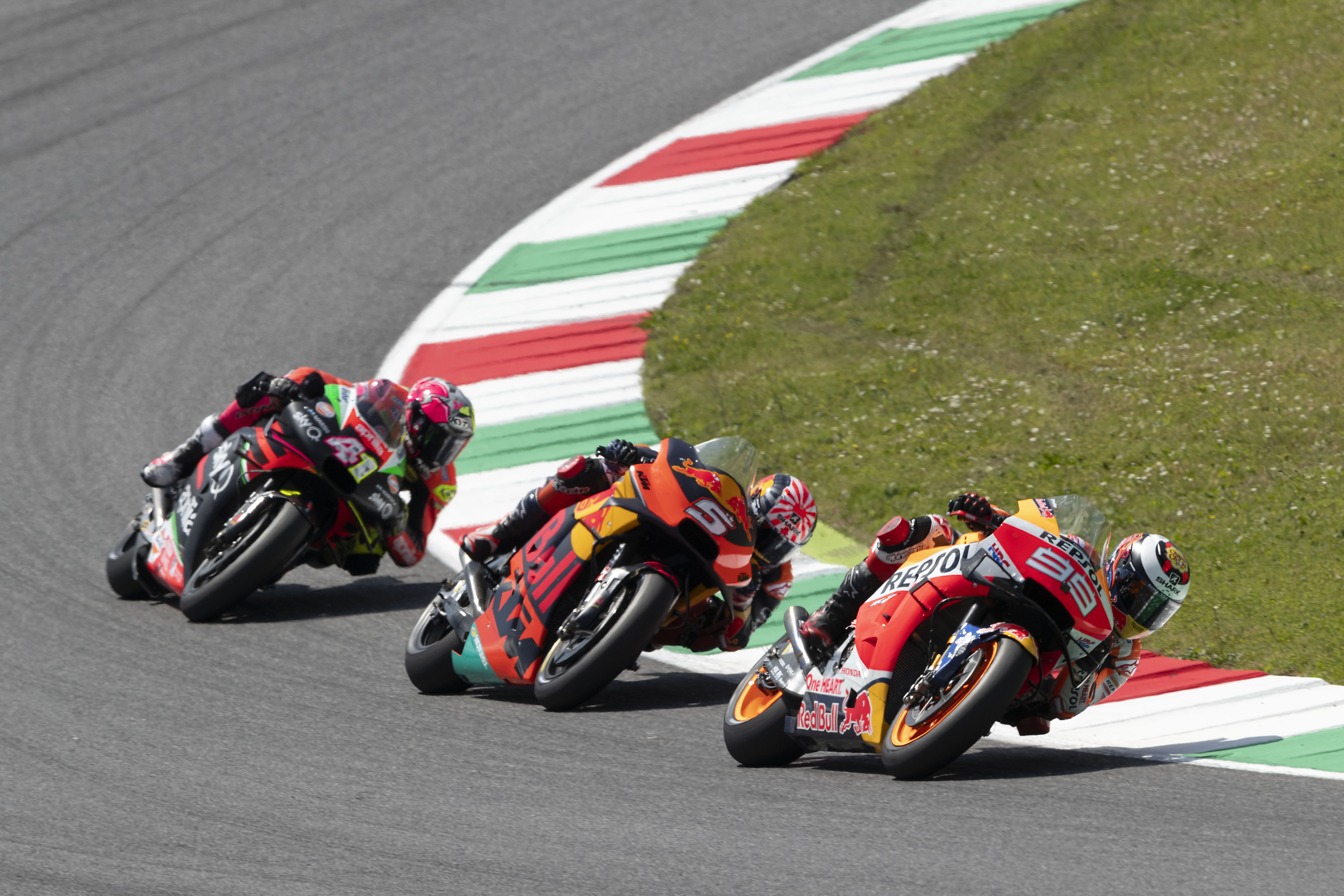
گرندپری موجلو ایتالیا

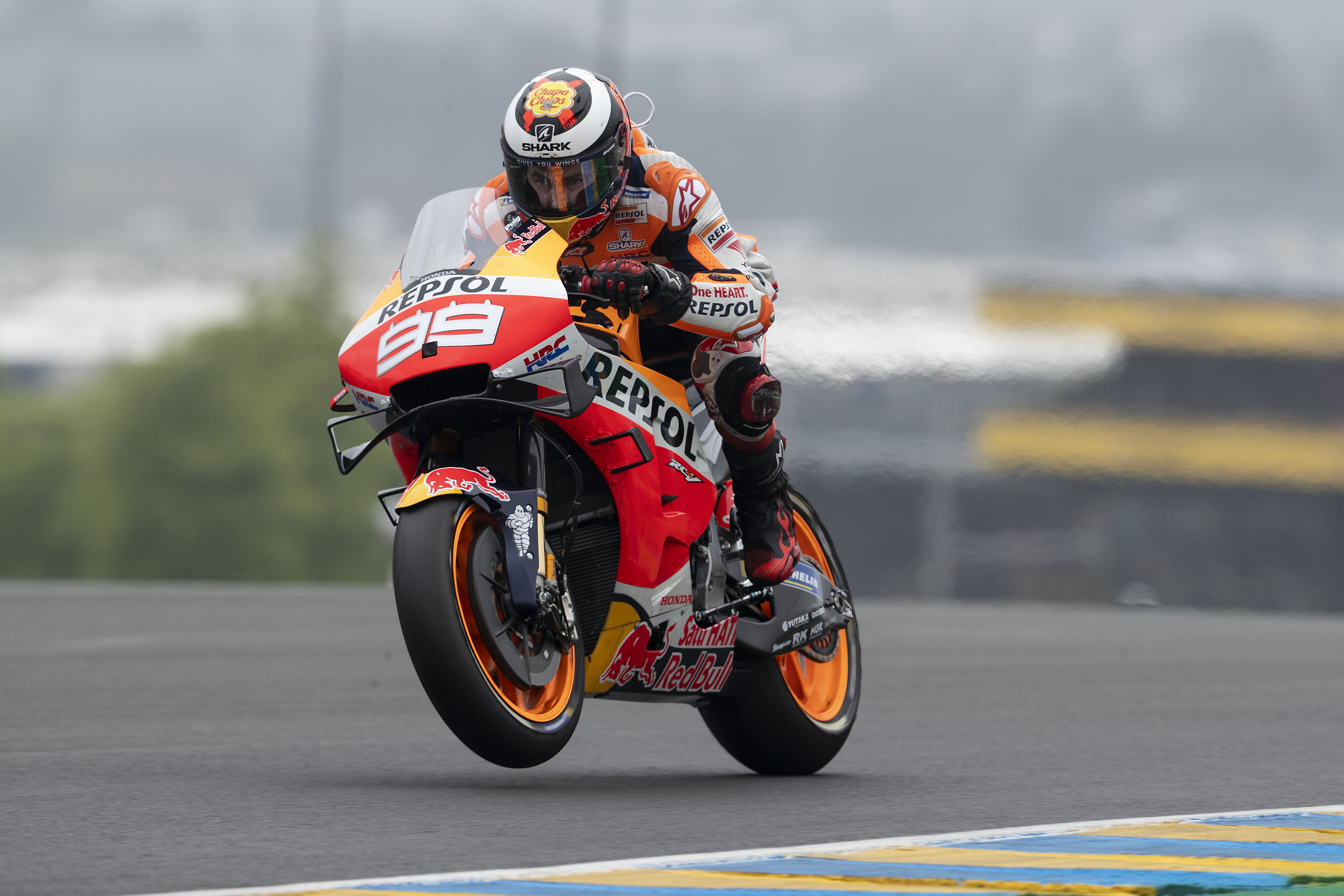
لمان ۲۰۱۹

## خداحافظی از مسابقات
خورخه لورنزو پس از هجده فصل حضور در مسابقات موتورسواری سرانجام در تاریخ چهارده نوامبر ۲۰۱۹ در کنفرانس مطبوعاتی مسابقه والنسیا اعلام بازنشستگی کرد.

## افتخارات
تعداد قهرمانی فصل: ۵ بار (۲ بار در کلاس ۲۵۰ سی سی و ۳ بار در کلاس موتوجی پی)

## جدول عملکردی
| فصل   | کلاس   | موتور                   | تیم                      | مسابقه | قهرمانی | روی سکو | پل پزیشن | Fast Lap | امتیاز | جایگاه فصل |
| ----- | ------ | ----------------------- | ------------------------ | ------ | ------- | ------- | -------- | -------- | ------ | ---------- |
| ۲۰۰۲  | ۱۲۵cc  | Derbi RS ۱۲۵            | Caja Madrid Derbi Racing | ۱۴     | ۰       | ۰       | ۰        | ۰        | ۲۱     | ۲۱         |
| ۲۰۰۳  | ۱۲۵cc  | Derbi RS ۱۲۵            | Caja Madrid Derbi Racing | ۱۶     | ۱       | ۲       | ۱        | ۱        | ۷۹     | دوازدهم    |
| ۲۰۰۴  | ۱۲۵cc  | Derbi RSA ۱۲۵           | Caja Madrid Derbi Racing | ۱۶     | ۳       | ۷       | ۲        | ۲        | ۱۷۹    | چهارم      |
| ۲۰۰۵  | ۲۵۰cc  | Honda RS250RW           | Fortuna Lotus Honda      | ۱۵     | ۰       | ۶       | ۴        | ۰        | ۱۶۷    | پنجم       |
| ۲۰۰۶  | ۲۵۰cc  | Aprilia RSW ۲۵۰         | Fortuna Lotus Aprilia    | ۱۶     | ۸       | ۱۱      | ۱۰       | ۱        | ۲۸۹    | قهرمان     |
| ۲۰۰۷  | ۲۵۰cc  | Aprilia RSW ۲۵۰         | Fortuna Lotus Aprilia    | ۱۷     | ۹       | ۱۲      | ۹        | ۳        | ۳۱۲    | قهرمان     |
| ۲۰۰۸  | MotoGP | Yamaha YZR-M۱           | Fiat Yamaha              | ۱۷     | ۱       | ۶       | ۴        | ۱        | ۱۹۰    | چهارم      |
| ۲۰۰۹  | MotoGP | Yamaha YZR-M۱           | Fiat-Yamaha              | ۱۷     | ۴       | ۱۲      | ۵        | ۴        | ۲۶۱    | دوم        |
| ۲۰۱۰  | MotoGP | Yamaha YZR-M۱           | Fiat-Yamaha              | ۱۸     | ۹       | ۱۶      | ۷        | ۴        | ۳۸۳    | قهرمان     |
| ۲۰۱۱  | MotoGP | Yamaha YZR-M۱           | Yamaha-YMR               | ۱۵     | ۳       | ۱۰      | ۲        | ۲        | ۲۶۰    | دوم        |
| ۲۰۱۲  | MotoGP | Yamaha YZR-M۱           | Yamaha-YMR               | ۱۸     | ۶       | ۱۶      | ۷        | ۵        | ۳۵۰    | قهرمان     |
| ۲۰۱۳  | MotoGP | Yamaha YZR-M۱           | Yamaha-YMR               | ۱۷     | ۸       | ۱۴      | ۴        | ۲        | ۳۳۰    | دوم        |
| ۲۰۱۴  | MotoGP | Yamaha YZR-M۱           | Yamaha-YMR               | ۱۸     | ۲       | ۱۱      | ۱        | ۲        | ۲۶۳    | سوم        |
| ۲۰۱۵  | MotoGP | Yamaha YZR-M۱           | Yamaha-YMR               | ۱۸     | ۷       | ۱۲      | ۵        | ۵        | ۳۳۵    | قهرمان     |
| ۲۰۱۶  | MotoGP | Yamaha YZR-M۱           | Yamaha-YMR               | ۱۸     | ۴       | ۱۰      | ۴        | ۲        | ۲۳۳    | سوم        |
| ۲۰۱۷  | MotoGP | Ducati Desmosedici GP17 | Ducati Team              | ۱۸     | ۰       | ۳       | ۰        | ۰        | ۱۳۷    | هفتم       |
| ۲۰۱۸  | MotoGP | Ducati Desmosedici GP17 | Ducati Team              | ۱۴     | ۳       | ۴       | ۴        | ۲        | ۱۳۴    | نهم        |
| ۲۰۱۹  | MotoGP | Honda RC213V            | رپسول هوندا              | ۱۵     | ۰       | ۰       | ۰        | ۰        | ۲۸     | نوزدهم     |
| مجموع | مجموع  | مجموع                   | مجموع                    | ۲۹۷    | ۶۸      | ۱۵۲     | ۶۹       | ۳۷       | ۳۹۴۶   | ۵قهرمانی   |

## نگارخانه

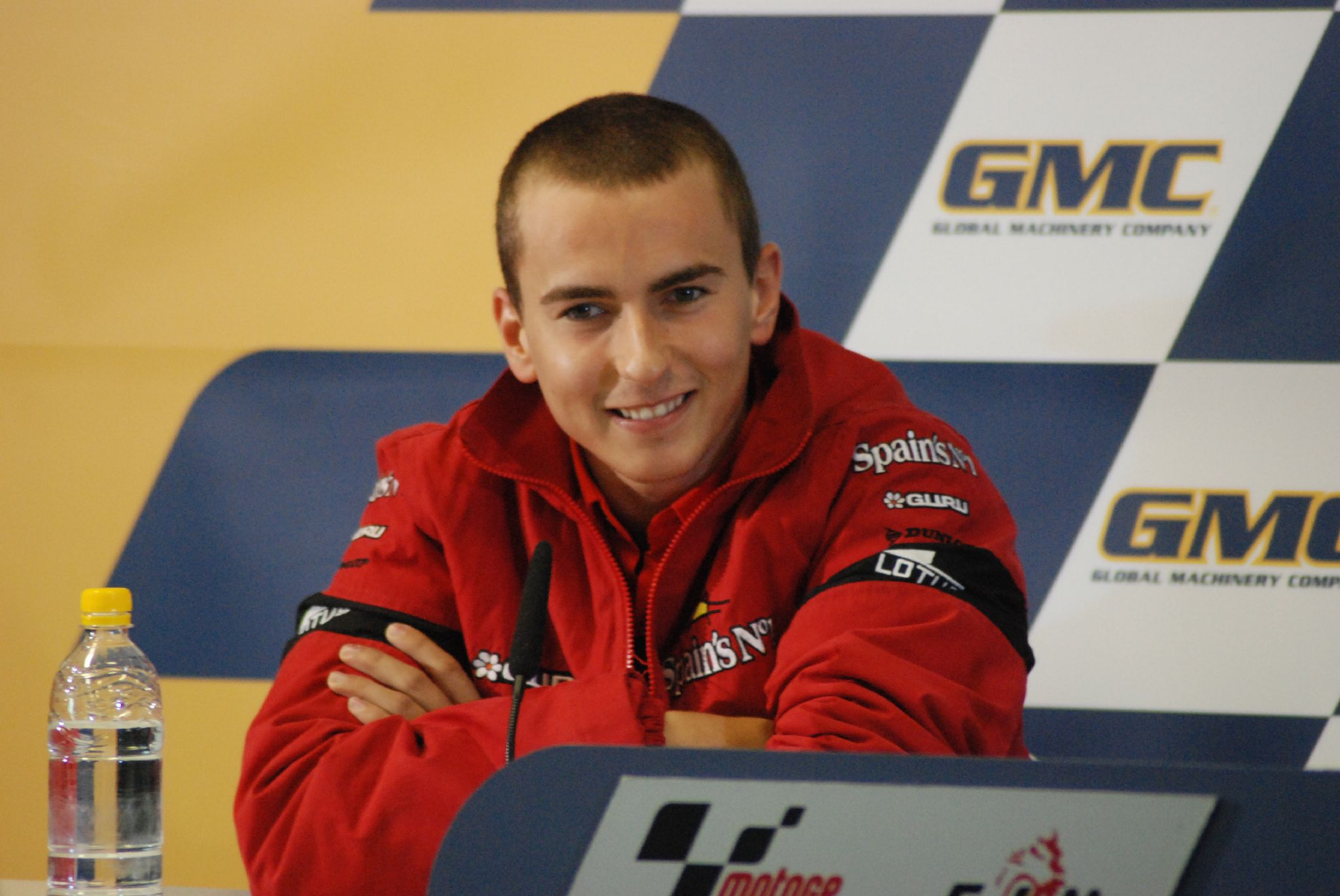
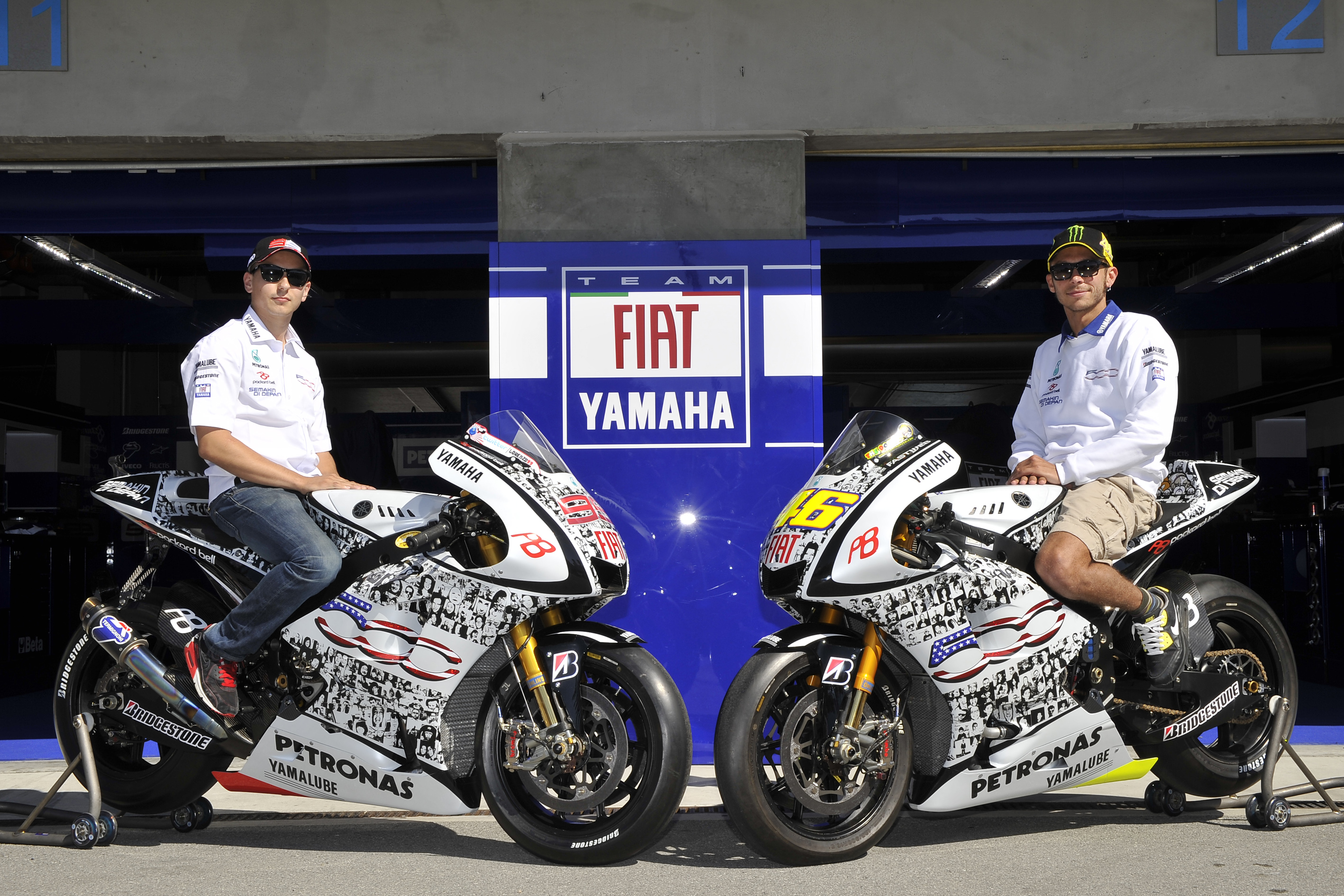
لورنزو و روسی
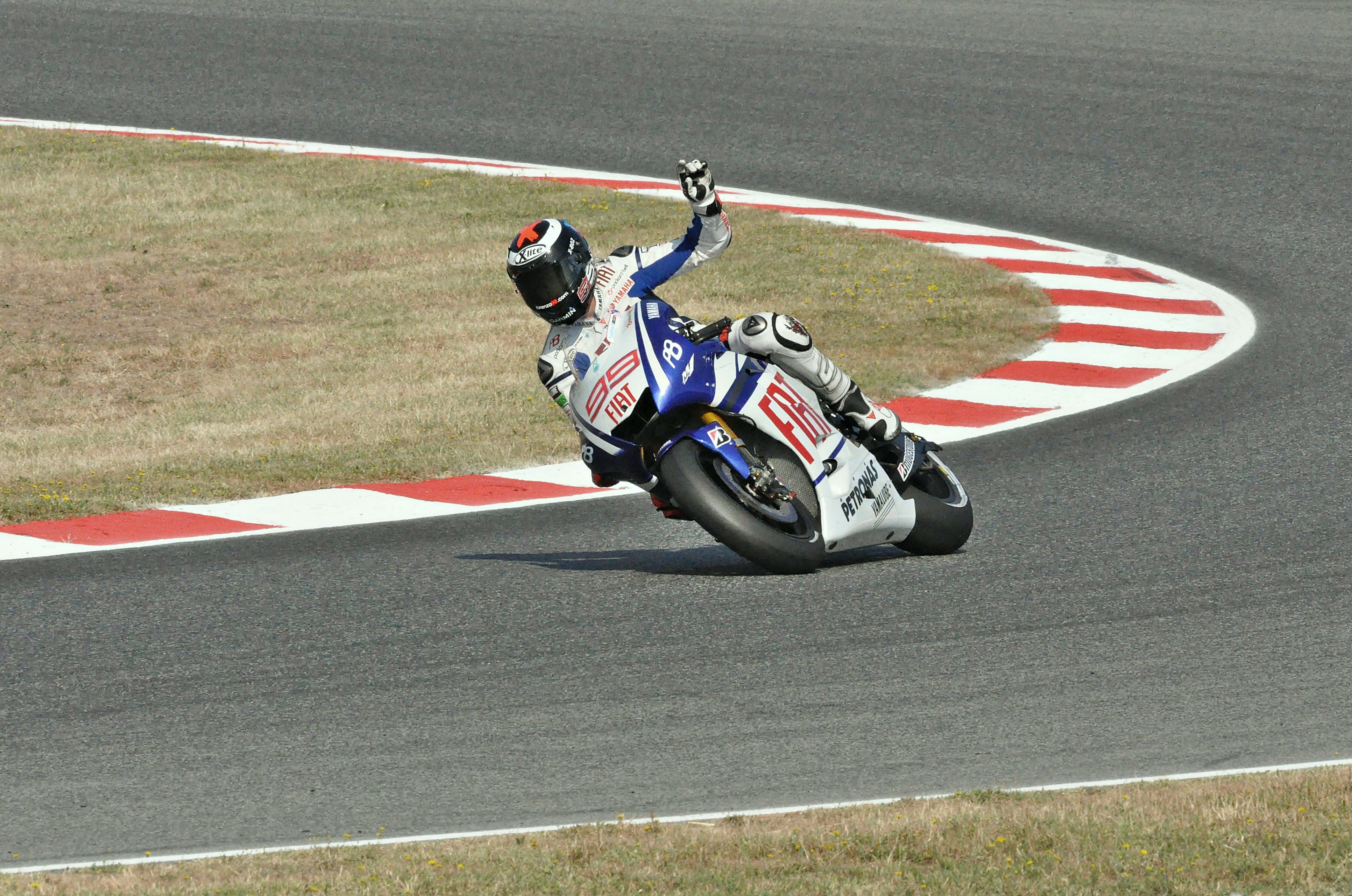
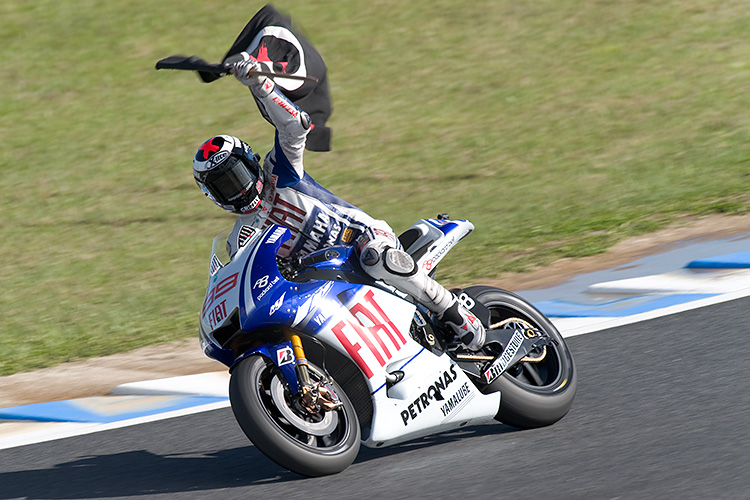
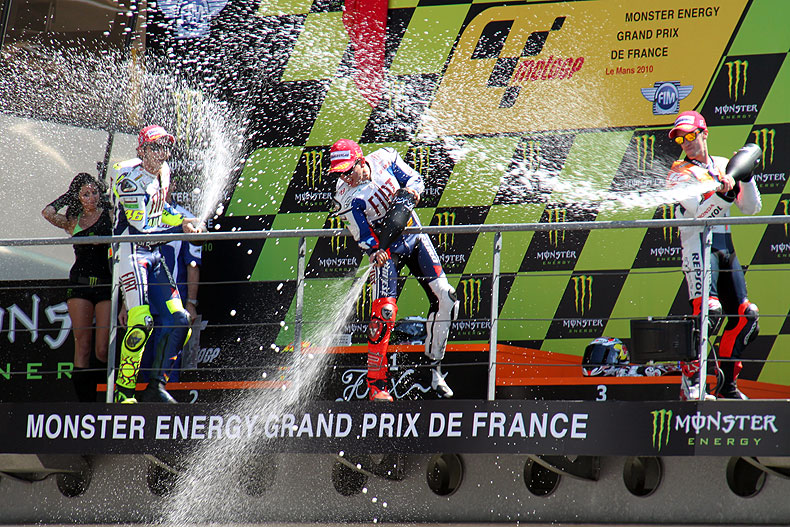
لورنزو روی پودیوم
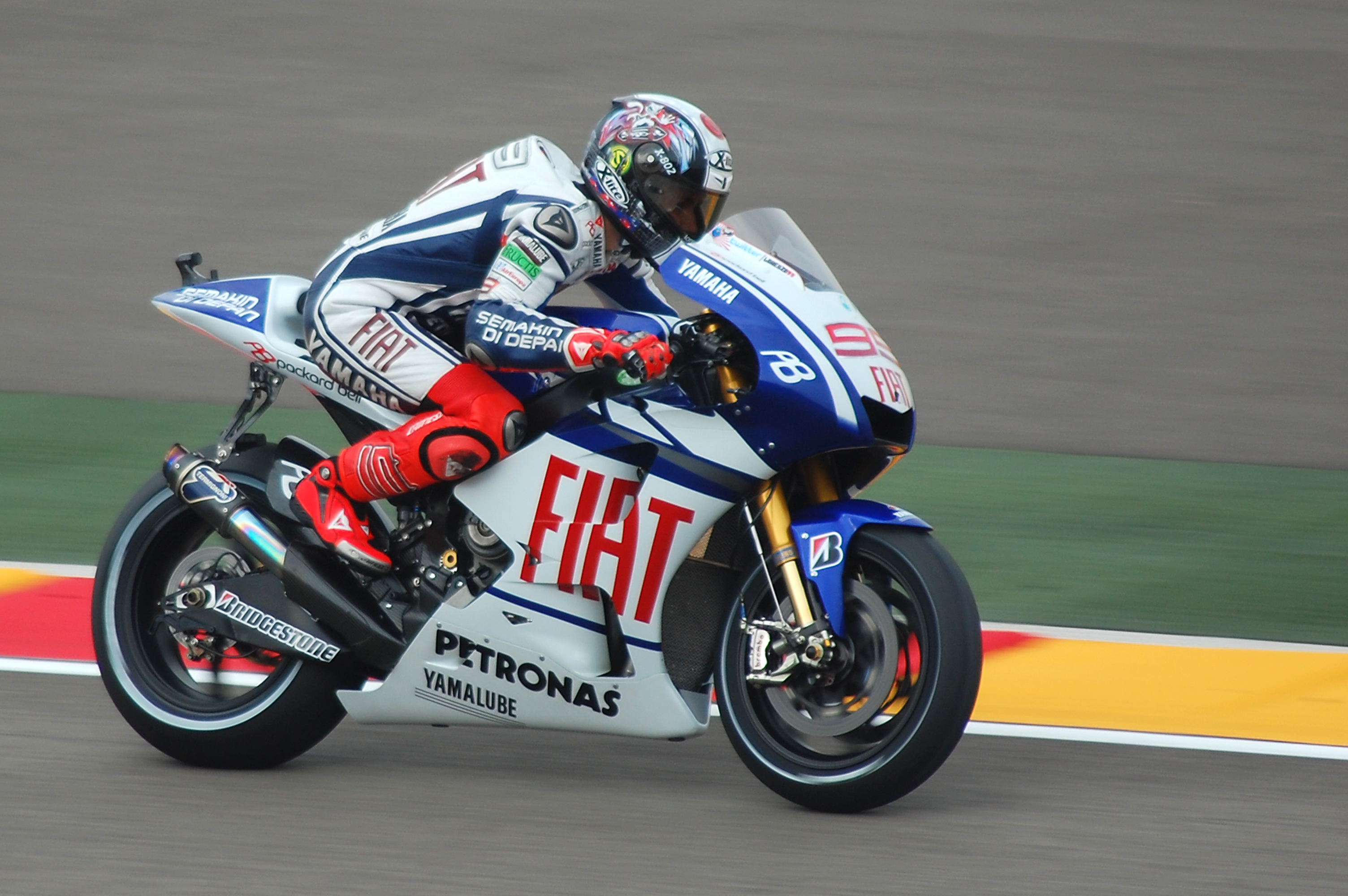
خورخه لورنزو سوار بر فیات یاماها
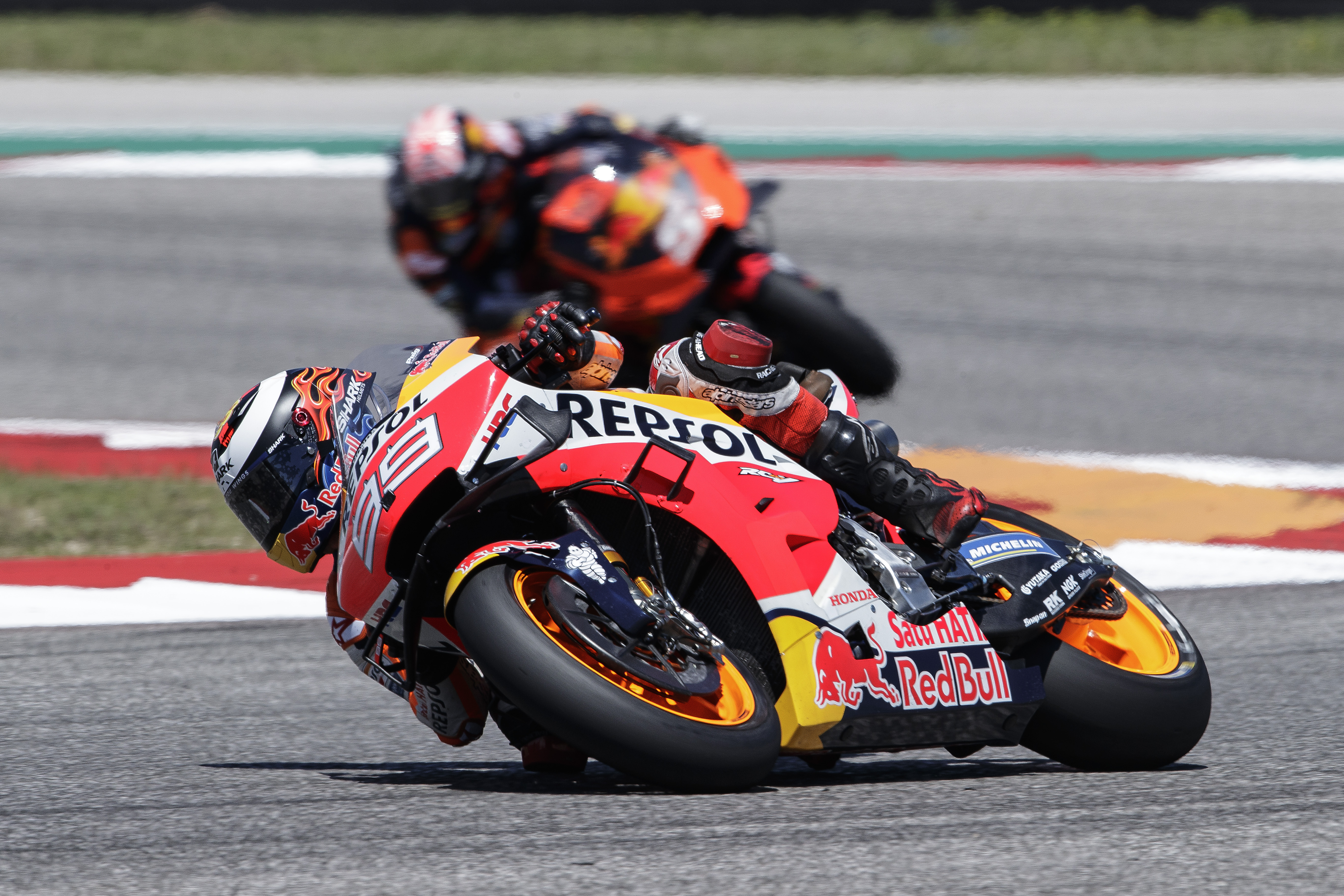
گرندپری آستین تگزاس
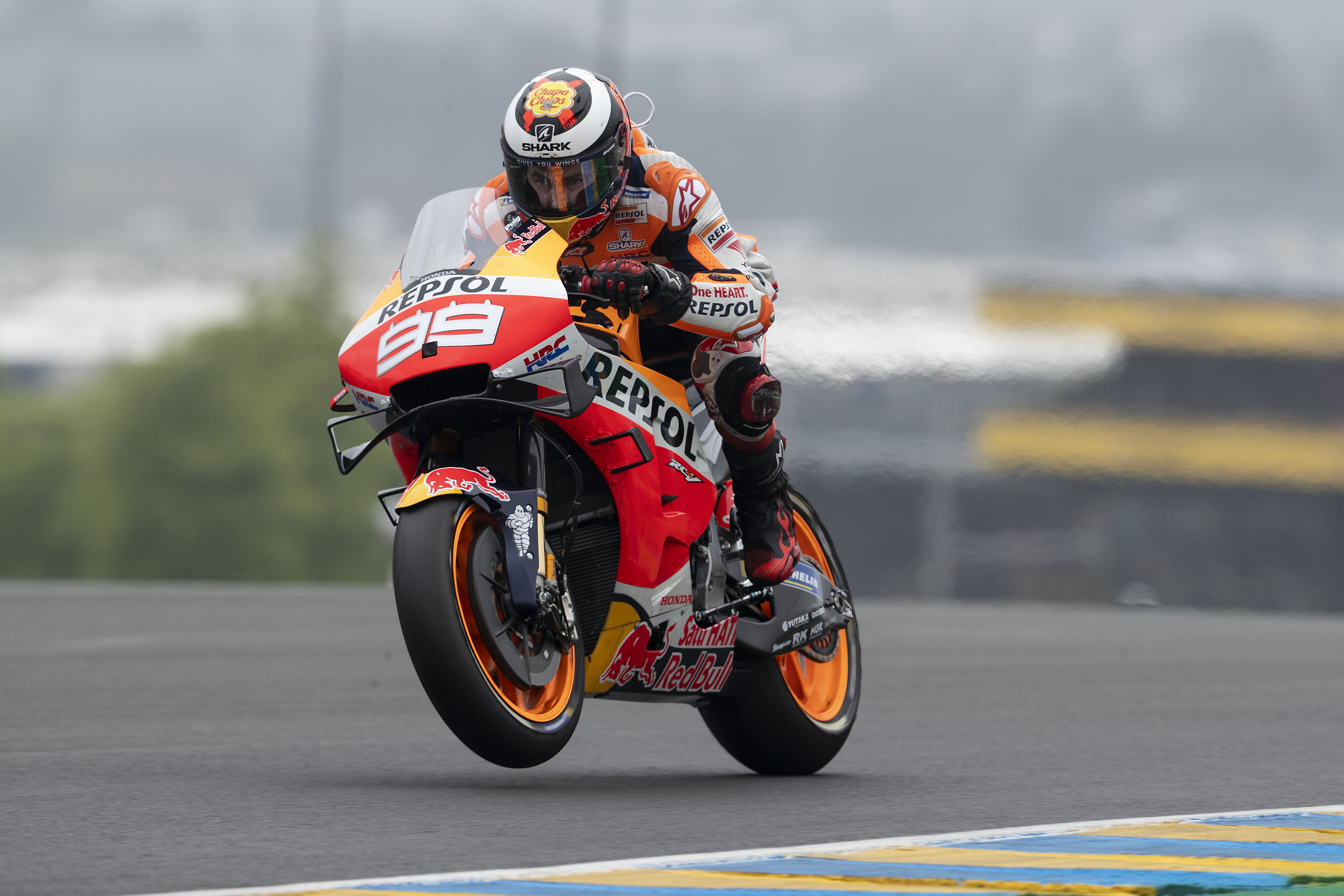
لمان فرانسه